# Beriszló Péter
Beriszló Péter horvátul Petar Berislavić, szláv: Tomislav (Trau (Trogir), 1475 körül – Korenica mellett, 1520. május 20.) horvát bán, veszprémi püspök, az oszmán-törökök elleni harcok egyik jeles hadvezére. Azon kevesek közé tartozott, akik komolyan kezelték az Oszmán Birodalom terjeszkedését és tettek a török elleni védekezés megszervezésére.

## Élete

### Származása
Dalmáciában született, a régi patrícius Beriszló családban, Beriszló Iván és Sztatileo Magdolna gyermekeként. Fiatalkorában rokoni kapcsolatai révén Magyarországra jutott, s Várdai Pál kalocsai érsek udvarába került, ahol 1500-tól 1512-ig kanonok, majd bodrogi főesperes, 1500-tól 1507-ig hájszentlőrinci prépost.

### Politikai pályája
Politikai csillaga 1502-ben emelkedett, amikor II. Ulászló titkára lett és a királyi kancelláriában hivatalnoki tisztséget töltött be. Kezdetben Bakócz Tamás esztergomi érsek híve volt, de Bakócz szorgalmazta a török ellen a Velencével való kapcsolatok minél szorosabbra való fűzését. Beriszló ezzel szemben határozottan ellene volt a tengeri köztársaságnak, mert úgy látta, hogy Velence uralmát akarja kiterjeszteni Dalmáciára, Boszniára és Horvátországra. Emiatt fokozatosan szembekerültek egymással.
1513 előtt diplomáciai feladatokat látott el. Volt követségben I. Miksa német-római császárnál 1511-ben, háromízben Rómában (1502, 1508, 1511) VI. Sándor, III. Piusz és II. Gyula pápáknál, valamint Velencében 1504-ben és 1508-ban Leonardo Loredano dózsénál. Thurzó Jánossal 1510-ben Lengyelországba küldték II. Zsigmond Ágost királyhoz. Mindegyik esetben török-elleni harchoz kért támogatást.

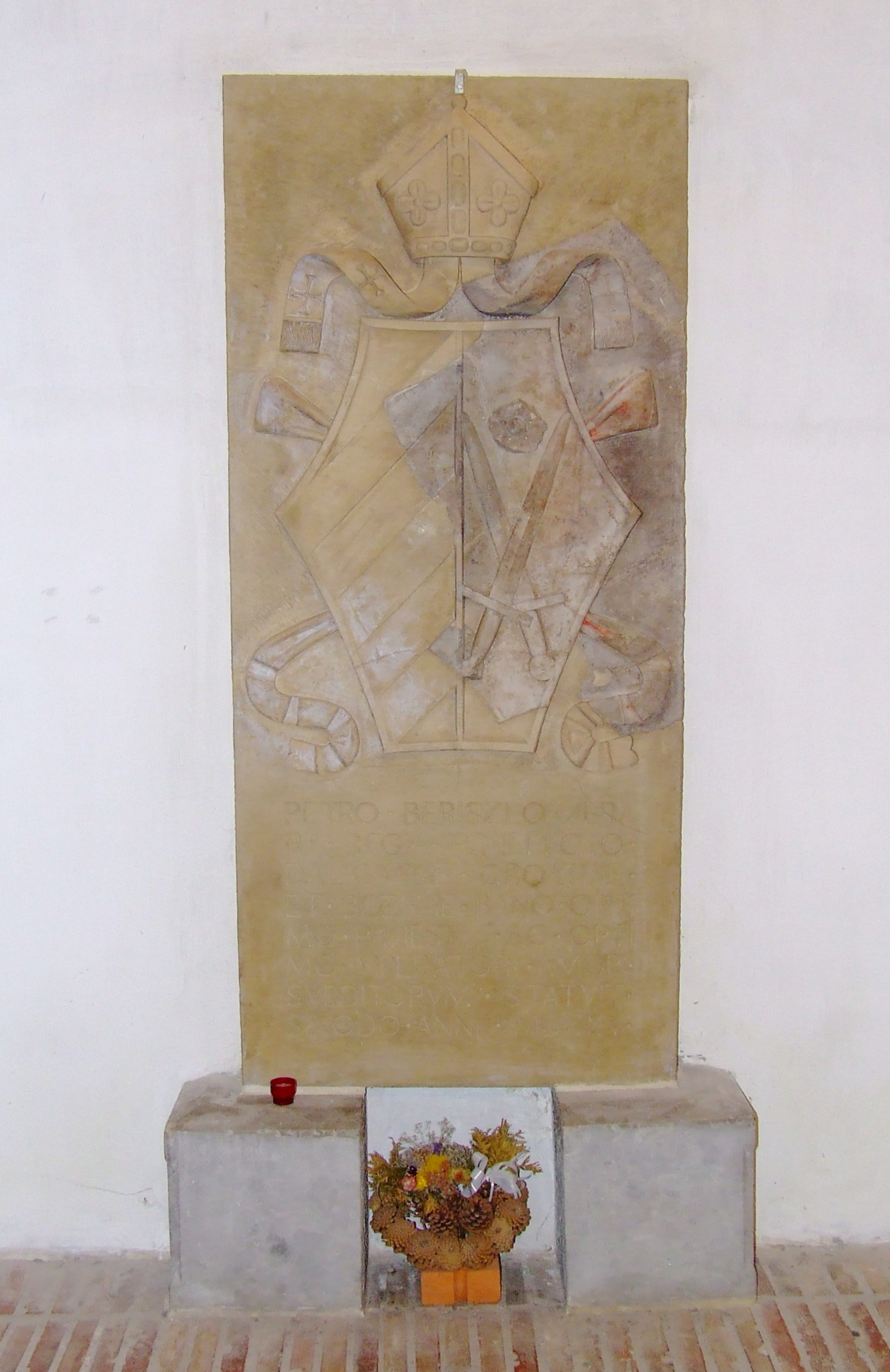
Beriszló Péter sírköve a veszprémi Szent Mihály-székesegyházban

### Egyházi pályafutása
1507-ben kinevezték székesfehérvári prépostnak, majd 1511-ben, vagy 1512-ben lett Veszprém püspöke, egy év múlva horvát bánná választották, ezzel egyidejűleg vránai perjel, valamint zenggi kapitány, majd 1516-ig kincstartó és jajcai bán is volt.

### Török-ellenes harcai
Báni kinevezésétől kezdve vetette bele magát a törökök elleni harcokba. 1513-ban a horvát, bosnyák és szerb katonák élén harcba kezdett a törökök ellen Boszniában, akiknek betörései ekkor újultak ki. Ez volt az ún. kis háború, mely nagyrészt horvát területen zajlott. Ekkor már Szapolyai János híve volt, s augusztusban a dubicai ütközetben Ferenc nevű testvérével, aki ekkor még jajcai bán volt, levert egy nagyobb török sereget. A győzelmet X. Leó pápa is értékelte, s pénzt, lőszert és gabonát küldött neki. 1517-ben Zrínyi Miklóssal felmentette Jajcát.
Megpróbálta elnyerni a zágrábi püspöki széket, de ezt Bakócz megakadályozta és helyette Erdődi Simont ültették oda. Beriszló Péter veszprémi székesegyház altemplomában levő síremlékenek felirata szerint a zágrábi helyett a trogiri püspökséget nyerte el.
1520 májusában a betörő török ellen a Bihács mellett korenicai csatában üldözőbe vette a menekülő lovasokat, akiket utolért, de a harcban életét vesztette. A csata után Bihácson helyezték örök nyugalomra nagy sajnálattal, mivel úgy látták, hogy Nándorfehérvárt képes lett volna felmenteni 1521-ben a törökök ostroma alól.
Szabadkai Mihály költő még életében megverselte törökellenes harcait.

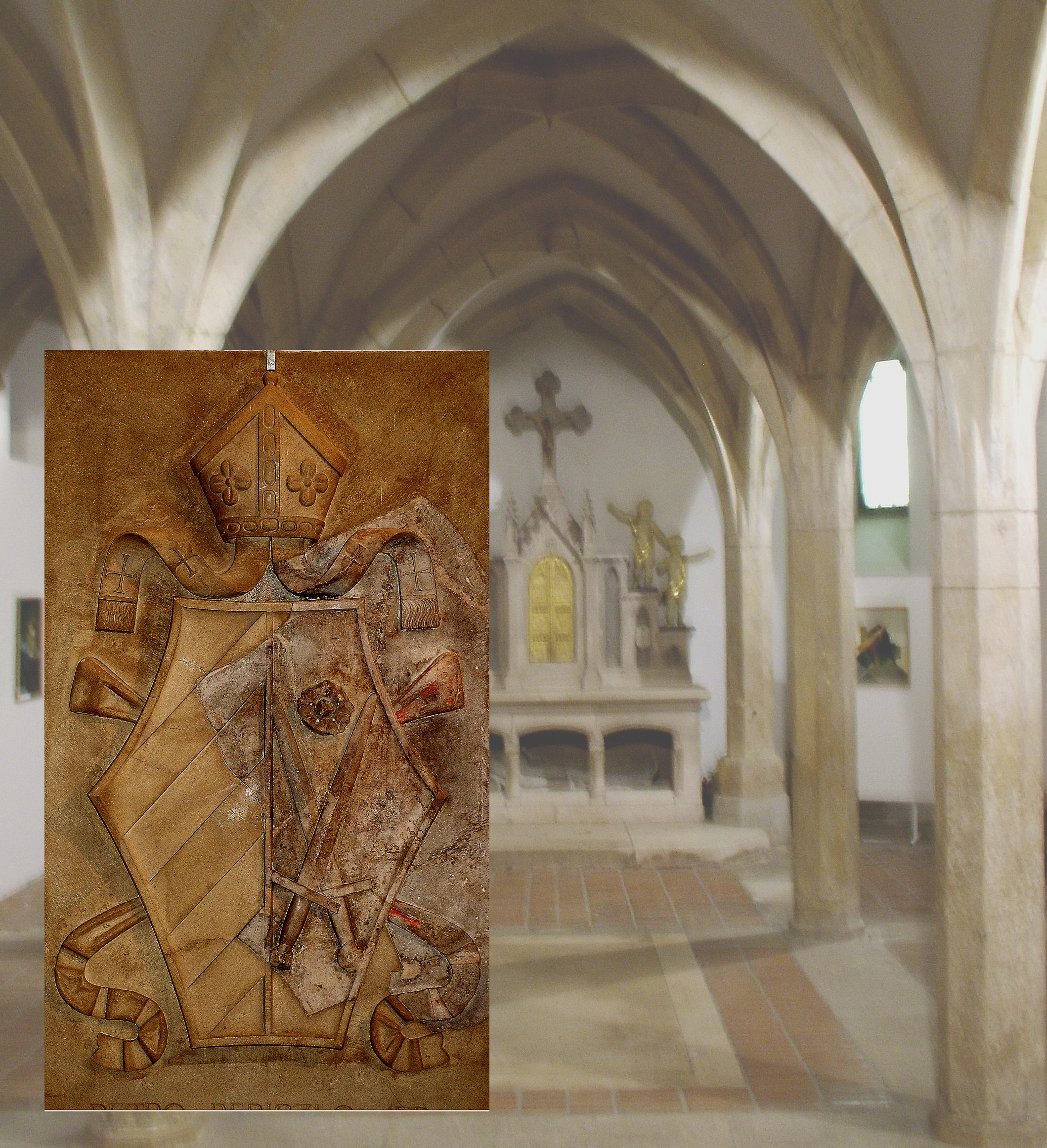
Beriszló sírköve a veszprémi Szent Mihály-székesegyház altemplomában

## In Memoriam Beriszló Péter
A veszprémi Szent Mihály-székesegyházról szóló idegenforgalmi kiadvány 76. oldalán a szerzők a következőket jegyzik fel:
„...Az altemplom déli oldalán a közelmúltban megtalált és kiegészített reneszánsz sírkő látható. Alatta nyugodott egykor az 1520-ban a törökök ellen hősi halált halt trogiri Beriszló Péter, veszprémi püspök. Címeres sírkövének latin nyelvű felirata:
- PETRO BERISLO AERARY REGY PRAEFECTO DALMATIAE CROATIAE ET BOZNAE BANO OPTIMO PRAESULI AC OPTIMO IMPERÁTORI AMOR SUBDITORUM STATUIT SINODO ANNI MDXXV

(Beriszló Péter királyi kincstartónak, Dalmácia, Horvátország és Bosznia bánjának, a kiváló püspöknek és kitűnő hadvezérnek állította az alattvalók szeretete a káptalan által az 1525. évben)....."

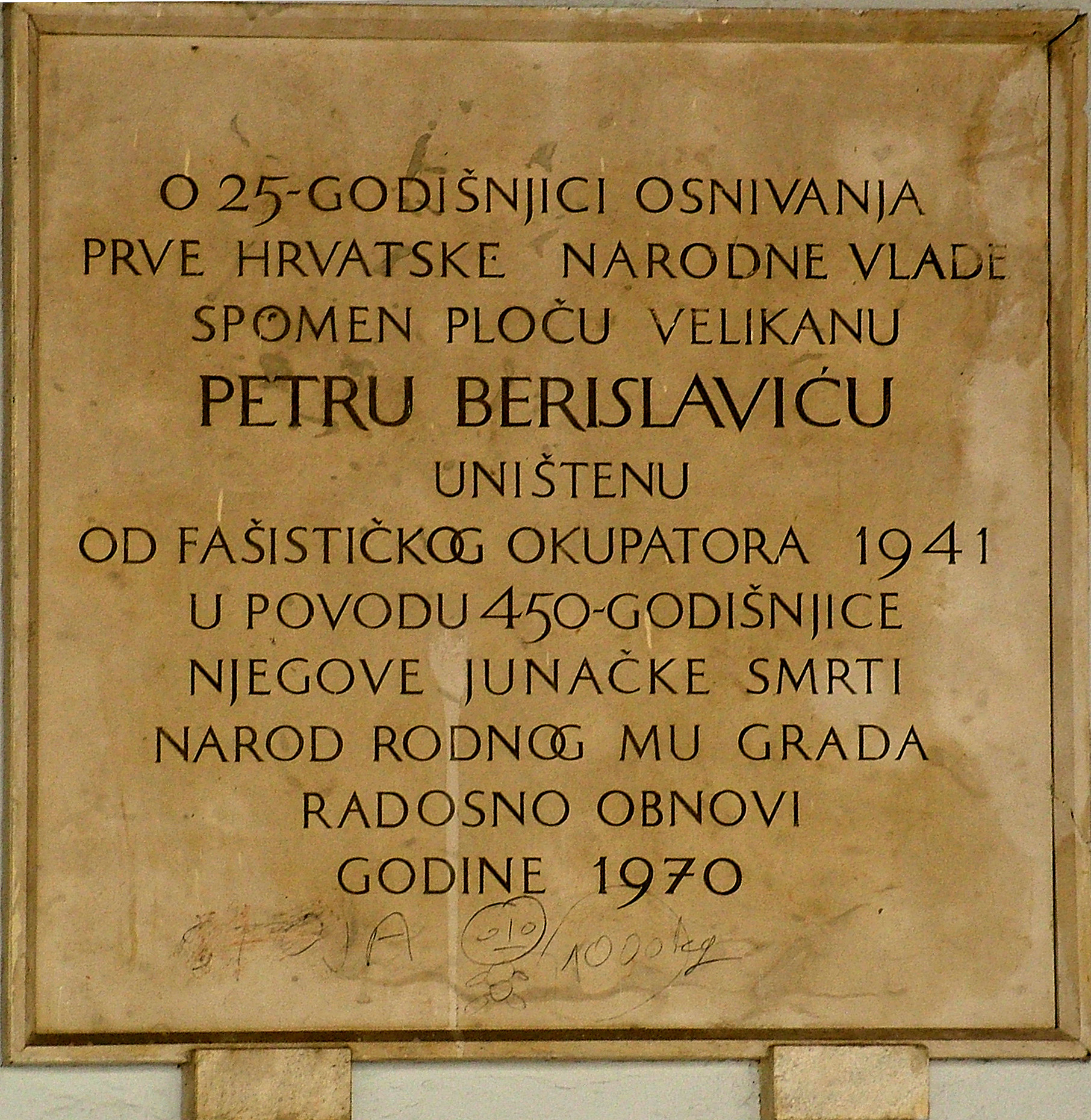
Trogir: Beriszló emléktábla